# 丹麥的威廉明妮·恩尼絲汀
丹麥的威廉明妮·恩尼絲汀（丹麥語：Vilhelmine Ernestine af Danmark，1650年6月21日—1706年4月23日），普法爾茨選侯夫人，丹麥國王弗雷德里克三世的女兒。
1671年，威廉明妮·恩尼絲汀與日後的普法爾茨選侯卡爾二世結婚，兩人沒有子女。